# Bickenbach (Hessen)
Bickenbach település Németországban, Hessen tartományban. Lakosainak száma 6220 fő (2023. december 31.). Bickenbach Pfungstadt, Seeheim-Jugenheim, Alsbach-Hähnlein és Gernsheim községekkel határos.

## Népesség
A település népességének változása:
| Lakosok száma | 5549 | 5975 | 6014 | 6100 | 6148 | 6220 |
|               | 2014 | 2017 | 2019 | 2021 | 2022 | 2023 |